# Institute for Operations Research and the Management Sciences
L'Institute for Operations Research and the Management Sciences (INFORMS) est une société académique américaine orientée vers la recherche opérationnelle et la gestion et le management. Son siège est à  Catonsville (Maryland). La société est créée en 1995 par la fusion des sociétés Operations Research Society of America (ORSA), fondée en 1952, et The Institute of Management Sciences (TIMS) fondé en 1953.

## Membres
Les membres d'INFORMS sont des chercheurs et professionnels en recherche opérationnelle ou en gestion, provenant d'universités, de sociétés privées ou gouvernementales, de sociétés de conseil. Les membres d'INFORMS viennent de près de 90 pays. Ils sont souvent de niveau master et doctorat, ainsi que des étudiants.

### Personnalités
- Karla Hoffman (présidente, 1988)

## Activités

### Prix et médailles décernés
L'institut décerne divers prix, à savoir :
- Prix de théorie John-von-Neumann ;
- Prix Frederick W. Lanchester ;
- Prix Farkas (depuis 2018)  « chercheur en milieu de carrière pour sa contribution exceptionnelle au domaine de l'optimisation »[2]
- INFORMS Impact Prize ;
- Franz Edelman Award for Achievement in Operations Research and the Management Sciences ;
- Frank P. Ramsey Medal.

Et aussi : 
- The Daniel H. Wagner Prize for Excellence in Operations Research Practice ;
- George B. Dantzig Dissertation Award ;
- George E. Kimball Medal for distinguished service ;
- George E. Nicholson Student Paper Competition ;
- Saul Gass Expository Writing Award ;
- INFORMS Impact Prize ;
- INFORMS President's Award ;
- INFORMS Prize ;
- Computing Society Prize ;
- Philip McCord Morse Lectureship Award.

Elle accorde également :
- Seth Bonder Scholarship for Applied Operations Research in Military Applications ;
- The Omega Rho Distinguished Lecture Series.

Elle distingue aussi les INFORMS Fellows. Enfin, les subdivisions et départements de la société décernent également environ 35 prix et distinctions.

### Périodiques publiés
L'institut publie un nombre considérable de journaux scientifiques, à savoir :
- Mathematics of Operations Research (en),
- Operations Research (en),
- Decision Analysis (en)
- Information Systems Research (en)
- INFORMS Journal on Computing (en)
- Interfaces (en)
- Management Science (en)
- Manufacturing & Service Operations Management (M&SOM)
- Organization Science (en)
- Transportation Science (en)
- Service Science
- Marketing Science (en)
- INFORMS Transactions on Education (en)
- Strategy Science
- Stochastic Systems
- Optimization